# Anna Świderkówna
Anna Świderkówna, właśc. Anna Świderek [do lat 70. publikująca pod tym nazwiskiem] (ur. 5 grudnia 1925 w Warszawie, zm. 16 sierpnia 2008 tamże) – polska historyk literatury, filolog klasyczna, papirolog, biblistka, tłumaczka; profesor Uniwersytetu Warszawskiego, popularyzatorka wiedzy o antyku i Biblii. Ponad 30 lat kierowała Katedrą Papirologii (późniejszym Zakładem Papirologii) UW.

## Życiorys
Była córką chemików Mariana Świderka i Haliny z domu Borkowskiej. Jeszcze przed wybuchem II wojny światowej zainteresowała się kulturą antyczną. Brała udział w powstaniu warszawskim jako sanitariuszka. Była więźniem niemieckiego obozu jenieckiego.
Po wojnie podjęła studia na Wydziale Humanistycznym Uniwersytetu Warszawskiego na kierunku filologii klasycznej. Ukończyła je w 1949. W 1946, na pierwszym roku studiów, została zatrudniona na UW jako asystentka prof. Jerzego Manteuffla, pierwszego polskiego papirologa i organizatora Katedry Papirologii na Wydziale Historycznym UW. W 1951 obroniła doktorat z papirologii.
W 1957 przebywała na stypendium rządu francuskiego w Instytucie Papirologii paryskiej Sorbony. W 1959 przez dziewięć miesięcy pracowała naukowo w Egipcie. Na mocy uchwały z 5 kwietnia 1960 roku habilitowała się na Wydziale Historycznym UW na podstawie pracy pt. W „Państwie” Apolloniosa, w 1961 została tam docentem. W 1962 objęła kierownictwo Katedry Papirologii, które sprawowała do 1991. W 1968 mianowano ją profesorem nadzwyczajnym, a w 1986 została profesorem zwyczajnym. W 1997 przeszła na emeryturę. Wielokrotnie reprezentowała Polskę na międzynarodowych konferencjach i sympozjach poświęconych historii literatury i kultury antycznej.
W późniejszym okresie jej działalności naukowej i literackiej szczególną pozycję zajęła Biblia i jej rola w historii kultury. Tematyce tej, jak również popularyzacji wiedzy o Biblii, jej dziejach i bohaterach poświęciła wiele książek i publikacji; najbardziej znany z nich jest kilkuczęściowy cykl Rozmowy o Biblii (1994–2006). Publikowała artykuły m.in. w „Znaku”, „Tygodniku Powszechnym” i „Gazecie Wyborczej”.
W swoich publikacjach podejmowała również wielokrotnie wątki osobiste i autobiograficzne, m.in. sens i rolę wiary chrześcijańskiej, opisywała swój udział w powstaniu warszawskim oraz roczny pobyt w klasztorze benedyktynek (w 1978 w Żarnowcu).
Mieszkała w Warszawie przy ul. Marszałkowskiej. Została pochowana 21 sierpnia 2008 na cmentarzu Powązkowskim (kwatera 242-4-13).

## Media i spotkania

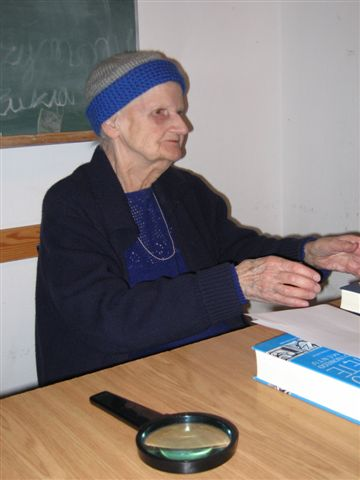
Anna Świderkówna podczas cotygodniowego wykładu o Biblii (luty 2006)

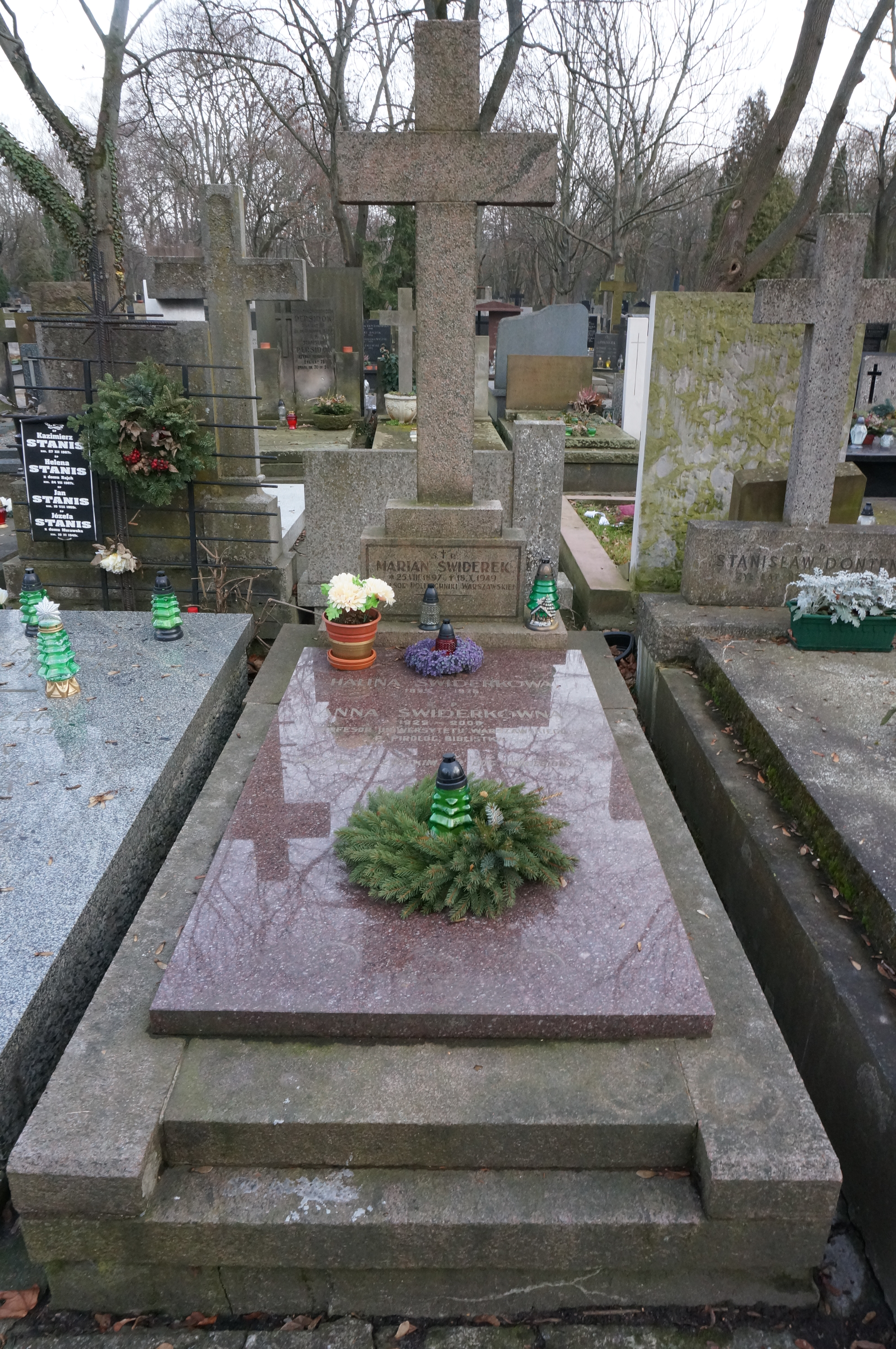
Grób Anny Świderkówny na cmentarzu Powązkowskim

Do końca życia współpracowała z warszawskim Radiem Józef, tworząc cotygodniową audycję z udziałem słuchaczy pt. Prawie wszystko o Biblii – nazwa audycji pochodziła od tytułu jednej z książek Anny Świderkówny. Miała także audycje o tematyce biblijnej w Radiu Maryja.
Prowadziła poświęcone Biblii cotygodniowe spotkania, które odbywały się na plebanii sanktuarium św. Andrzeja Boboli w Warszawie przy ul. Rakowieckiej.
Brała udział w organizowanych przez Krajowy Fundusz na rzecz Dzieci obozach dla młodzieży wybitnie uzdolnionej.

## Członkostwo
- Należała do Międzynarodowego Stowarzyszenia Papirologów
- Zasiadała w Komitecie Nauk o Kulturze Antycznej Polskiej Akademii Nauk
- Była członkinią Stowarzyszenia Pisarzy Polskich
- Była Damą Rycerskiego Zakonu Grobu Bożego w Jerozolimie (Ordo Equestris S. Sepulchri Hierosolymitani)

## Nagrody
- W 1999 laureatka Nagrody im. Księdza Idziego Radziszewskiego Towarzystwa Naukowego KUL za rok 1998, za całokształt dorobku naukowego w duchu humanizmu chrześcijańskiego
- W 2006 otrzymała główną nagrodę „Feniksa” („Złoty Feniks”)
- W 2007 została uhonorowana nagrodą literacką polskiego PEN Clubu im. J. Parandowskiego[8]
- W 2008 pośmiertnie odznaczono ją Krzyżem Oficerskim Orderu Odrodzenia Polski

## Twórczość (wybór)
- W „państwie” Apolloniosa. Społeczeństwo wczesnoptolemejskie Fajum w świetle Archiwum Zenona (1959, rozprawa habilitacyjna)
- Kiedy piaski egipskie przemówiły po grecku (1959)
- Historie nieznane Historii (1962)
- Hellada królów (1969)
- Hellenika. Wizerunek epoki od Aleksandra do Augusta (1974)
- Papirologia i papirusy (1974)
- Siedem Kleopatr (1978)
- Życie codzienne w Egipcie greckich papirusów (1983)
- Bogowie zeszli z Olimpu. Bóstwo i mit w greckiej literaturze świata hellenistycznego (1991)
- Rozmowy o Biblii (1994; w późniejszych wydaniach pt. Rozmowy o Biblii: Prawo i prorocy)
- Ewangelia według św. Mateusza (przekład z jęz. greckiego, 1995)
- Rozmów o Biblii ciąg dalszy (1996; w późniejszych wydaniach pod tytułem Rozmowy o Biblii: Narodziny judaizmu)
- Ewangelia według św. Marka (przekład z jęz. greckiego, 1997)
- Rozmowy o Biblii: Nowy Testament (2000)
- Prawie wszystko o Biblii (2002)
- Koń, który trafił do historii (2004)
- Biblia a człowiek współczesny (2005)
- Rozmowy o Biblii: Opowieści i przypowieści (2006)
- Nie tylko o Biblii (2006)

Pod jej redakcją powstał Słownik pisarzy antycznych. W dorobku uczonej znajdują się liczne tłumaczenia z łaciny i greki (m.in. poezje Katullusa i Teokryta, Fedra Seneki, pisma Ojców Apostolskich, ewangelie Mateusza i Marka). Przełożyła także Dzieje Grecji N.G.L. Hammonda.
Jej postaci i dziełu poświęcono tom Anna Świderkówna: z Aten do Jerozolimy. Wspomnienia przyjaciół (Wydawnictwo Benedyktynów Tyniec, Kraków 2013). Problematykę biblijną w jej twórczości i poglądach przedstawiono w obszernym wywiadzie Anna Świderkówna: Od bogów pogańskich do Boga żywego. Z profesor Anną Świderkówną rozmawia o. Włodzimierz Zatorski OSB (Wyd. Benedyktynów Tyniec, Kraków 2007, s. 92). Autobiograficzne wspomnienia opublikowano w postaci kolejnego wywiadu-rzeki Chodzić po wodzie. Z Anną Świderkówną rozmawia Elżbieta Przybył (Wydawnictwo Znak, Kraków 2003). 